# Reynard 02S

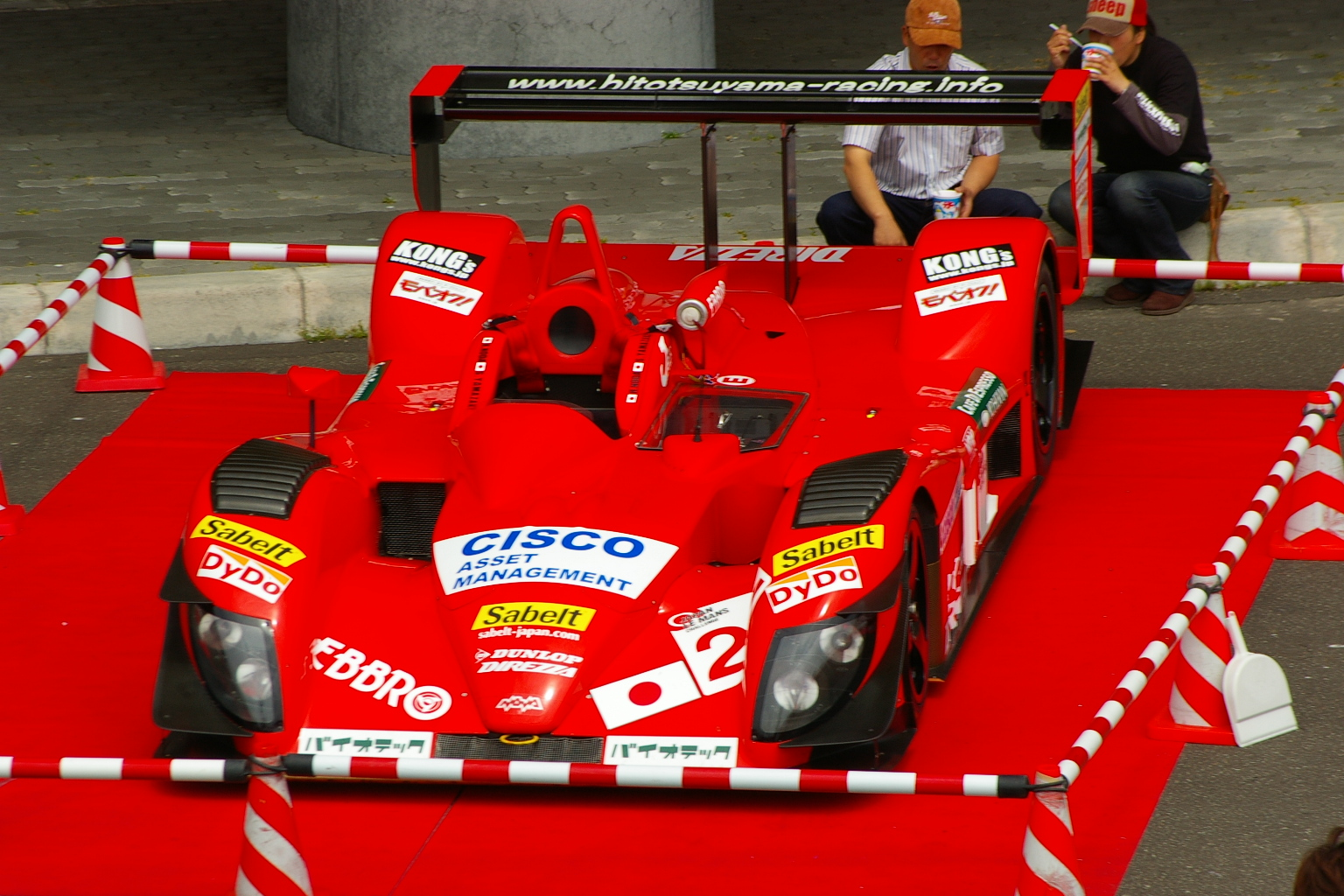
Le Zytek 04S en Japan Le Mans Challenge 2007

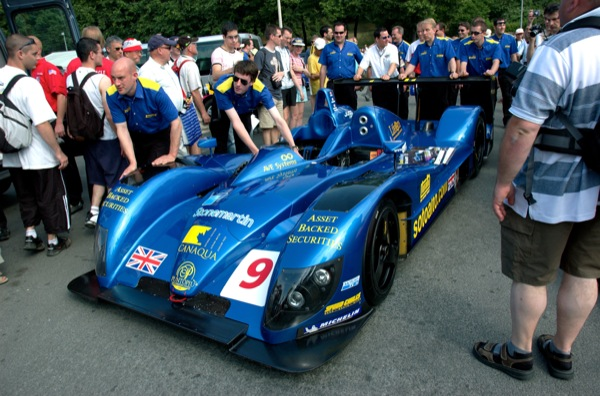
Le Creation CA06/H aux 24 Heures du Mans 2006

La Reynard 02S est une barquette de course construite par Reynard Motorsport pour correspondre aux réglementations des voitures Le Mans Prototype. Le projet n'a pris fin qu'après la faillite de Reynard Motorsport en 2001 et a été poursuivi difficilement par différents investisseurs.
Ce châssis a participé aux 24 Heures du Mans, aux Le Mans Series, aux American Le Mans Series ou encore au Japan Le Mans Challenge sous les noms de DBA4 03S, Zytek 04S et Creation CA06/H.

## Histoire
En 2000, Reynard Motosport lance la conception d'une nouvelle voiture d'une part pour remplacer la Reynard 2KQ qui n'a pas les résultats espérés et d'autre part pour répondre à la nouvelle réglementation des Le Mans Prototype de l'Automobile Club de l'Ouest.
Lors de la faillite de l'entreprise en 2001, le projet est repris par International Racing Management (IRM) qui devait engager la voiture avec le Team YGK sous le nom de YGK 02S à partir de 2002, mais il faut attendre l'investissement de RN Motosport pour voir enfin le châssis en compétition en fin de saison au Petit Le Mans puis l'année suivante sous le nom de DBA4 03S.
Devant les performances de la voiture, IRM décide de construire de nouveaux châssis et met en place un partenariat avec Zytek, déjà fournisseur du moteur V8, qui en devient le constructeur alors qu'IRM en conserve la propriété intellectuelle. Le nom devient Zytek 04S. Le châssis évolue légèrement jusqu'en 2006 en prenant l'indice 05S et 06S avant l'arrivée de son remplaçant Zytek 07S.
En parallèle, à l'issue de la saison 2003, RN Motorsport revend son châssis à Creation Autosportif qui le fait évoluer pour utiliser le moteur Judd GV5 V10 à la place du moteur Zytek V8. Le châssis est alors renommé en Creation CA06/H puis est remplacé par le Creation CA07.
Finalement seulement quatre châssis ont été construits pour sept noms différents : Reynard 02S, YGK 02S, DBA4 03S, Zytek 04S, Zytek 05S, Zytek 06S et Creation CA06/H.

## Palmarès
- FIA Sportscar
  - Vainqueur à Oschersleben en 2003 avec RN Motorsport

- Le Mans Series
  - Vainqueur des 1 000 kilomètres de Spa 2005 avec Zytek Motorsport
  - Vainqueur des 1 000 kilomètres du Nürburgring en 2005 avec Zytek Motorsport

- American Le Mans Series
  - Vainqueur à Laguna Seca en 2005 avec Zytek Motorsport

- Japan Le Mans Challenge
  - Champion en 2007 avec Hitotsuyama Racing
  - Vainqueur des 1 000 kilomètres de Sugo en 2007
  - Vainqueur des 1 000 kilomètres de Fuji en 2007
  - Vainqueur des 1 000 kilomètres de Motegi en 2007